# Макогон Віктор Васильович (військовик)
Ві́ктор Васи́льович Макого́н (26 червня 1975 — 16 квітня 2018) — волонтер, учасник російсько-української війни, громадський діяч.

## Біографія
Народився 1975 року; батько, Василь Андрійович, працював начальником відділу ДНВП «Електронмаш». Мати, Любов Григорівна, працювала в Науковому центрі радіаційної медицини. 1992 року закінчив Петропавлівсько-Борщагівську середню школу; в часі навчання активно займався спортом, здобував призові місця у змаганнях різного рівня (стрільба, легка атлетика, дзюдо, кікбоксинг). 1993 року закінчив Київське ПТУ № 5, здобув професію пекаря-тістоміса й машиніста тістоформуючих машин, 1994 року — Київське ПТУ № 29, будівельний столяр та паркетник, 2000 року — Київський будівельний технікум за фахом техніка-будівельника, в часі навчання працював охоронцем.
Протягом 2000—2002 років працював у Празі будівельником, з 2002 по 2009 рік — на ПП «Елегант», начальник текстильного виробництва.
2005 року одружився, з дружиною Світланою Петрівною (працює вихователем в ДНЗ «Малятко») виховував сина Данила 2007 р.н. та доньку Вероніку 2010 р.н.
З перших днів війни займався волонтерською діяльністю, допомагав 25 ОМПБ, 11 ОМПБ та іншим підрозділам. Здійснив понад 300 виїздів на територію Донецької та Луганської областей, з них 20 бойових, зокрема на Світлодарську дугу. Учасник бойових дій, доброволець. Керівник Києво-Святошинської районної волонтерської громадської організації «Гайдамацький край». Друзі називали Віталієм (Вітя — Віталь).
Помер у ніч на 16 квітня 2018 року внаслідок тривалої онкологічної хвороби. Похований з військовими почестями на кладовищі с. Петропавлівська Борщагівка.

## Нагороди та звання
- Відзначений 10-ма нагородами, зокрема, медаль УПЦ КП «За жертовність і любов до України».
- Присвоєне звання «Герой-захисник Вітчизни» Києво-Святошинського району (згідно рішення Києво-Святошинської районної ради, 19.12.2017).
- Його іменем названо вулицю в Петропавлівській Борщагівці[4]